# Denis Michael Rohan
Denis Michael Rohan (ur. 1 lipca 1941, zm. 1995) – obywatel Australii, który 21 sierpnia 1969 roku podłożył ogień w meczecie Al-Aksa, po to by „wygnać z Jerozolimy muzułmanów”. Doprowadziło to do zamieszek na terenie Jerozolimy i kryzysowego posiedzenia Rady Bezpieczeństwa ONZ. Pożar meczetu skłonił króla Jordanii Fasala do założenia wraz z 25 innymi przywódcami muzułmańskimi Organizacji Konferencji  Islamskiej. Rohan za swój czyn został aresztowany już dwa dni później, podczas procesu został uznany za osobę chorą psychicznie i wysłany do szpitala. Stał się sztandarowym przykładem syndromu jerozolimskiego, choroby która dotyka (najczęściej) mężczyzn pomiędzy 20. a 30. rokiem życia podczas zwiedzania Ziemi Świętej.